# باروزن (مقاطعة دلفان)
باروزن (بالفارسية: پاروزن) هي قرية تقع في قسم كاكاوند الغربي الريفي (مقاطعة دلفان) في إيران. يقدر عدد سكانها بـ 132 نسمة بحسب إحصاء 2016.